# Copa AET
Para el torneo amistoso de clubes jugado en Hong Kong el 2014, véase Lunar New Year Cup 2014.

La Copa AET fue un torneo amistoso de fútbol entre la Selecciones de Paraguay y Hong Kong, organizado por la Empresa AET (Asia Ltda) disputado el 17 de noviembre de 2010 en Hong Kong (China).
Su primera presentación oficial se realizó el 22 de octubre, participando el presidente de Asociación del Fútbol de Hong Kong (HKAF)  Liang Kongde y el Sr Wallace Cheung, Director de AET Asia El pdte. de la HKAF, señaló que “el partido amistoso tiene el apoyo de AET que realizó los contactos para conseguir el amistoso con Paraguay para competir con Hong Kong que tiene la gran posibilidad de aprovechar esta ocasión para mejorar aún más”. Por su parte, el directivo de AET, Sr Wallace dijo que “tenemos el honor de ser patrocinador a la Asociación Paraguaya de Fútbol a largo plazo, por lo que nos gustaría promover intercambio deportivo entre Paraguay y Hong Kong, en el área internacional.
El partido se jugó en el estadio de Hong Kong, a las 8 p. m. hora local. 
| 17 de noviembre de 2010, 09:00 | Hong Kong | 0:7 (0:3) | Paraguay | Hong Kong Stadium, So Kon Po           |                                        |
|                                |           |           | Roque Santa Cruz 4' 32' · Edgar Barreto 30' · José Ortigoza 46' 54' · Marcos Riveros 73' · Cristian Riveros 90' | Árbitro(s): Subkhiddin Bin Mohd Salleh | Árbitro(s): Subkhiddin Bin Mohd Salleh |
| [ 3 ]                          |           |           | |                                        |                                        |